# Bayerischer Sportschützenbund
Der Bayerische Sportschützenbund (BSSB) ist eine Dachorganisation des Sportschießens in Bayern. Ihm gehören insgesamt 521.188 Mitglieder (Erst- und Zweitmitglieder) in 4.452 Vereinen (Stand 31. Dezember 2023) an. Er ist damit der mit Abstand größte Landesverband des Deutschen Schützenbundes (DSB). Sein Sitz ist die Olympia-Schießanlage in Garching-Hochbrück bei München. Der BSSB fördert mit seinem Vereinsleben, seinen schießsportlichen Wettkämpfen und seiner Jugendarbeit den Breiten- wie Spitzensport, pflegt Tradition und Brauchtum und gestaltet so die Zukunft des Schützenwesens aktiv mit. Als Fachverband ist der BSSB bei allen Fragen rund um das Sportschießen und Schützenwesen in Bayern Ansprechpartner für Staat und Politik wie generell für die Gesellschaft mit Sport, Wissenschaft und Medien.

## Organisation
Der BSSB vertritt 4.452 Schützenvereine mit insgesamt 521.188 Sportschützinnen und Sportschützen (Stand 31. Dezember 2023; Erst- und Zweitmitglieder). Der Anteil der weiblichen Mitglieder liegt bei rund 28 Prozent, der Jugendanteil (bis 27 Jahre) bei 20 Prozent.
Dem BSSB sind 8 Schützenbezirke mit ihren Schützengauen untergeordnet:
- Schützenbezirk München (5 Schützengaue)
- Schützenbezirk Oberbayern (30 Schützengaue)
- Schützenbezirk Niederbayern (19 Schützengaue)
- Schützenbezirk Schwaben (22 Schützengaue)
- Schützenbezirk Oberpfalz im BSSB (6 Schützengaue) – nicht zu verwechseln mit dem Oberpfälzer Schützenbund
- Schützenbezirk Mittelfranken (12 Schützengaue)
- Schützenbezirk Unterfranken (8 Schützengaue)
- Schützenbezirk Oberfranken (4 Schützengaue)

Als Landesdachverband ist der Bayerische Sportschützenbund ein eigenständiger Fachverband und nicht Mitglied im Bayerischen Landes-Sportverband. Die Landesverbände der Sportschützen sind hinsichtlich ihrer Selbstverwaltung und ihres Sportregelwerkes autonom, sofern sie die im Rahmen des Anerkennungsverfahren nach § 15 WaffG für den DSB getroffene Regelungen umsetzen. Die Landesverbände sind ermächtigt, auf der Basis der eigenen genehmigten Landesdisziplinen, waffenrechtliche Befürwortungen für den eigenen Territorialbereich auszusprechen. Der Bayerische Sportschützenbund hat als Sonderdisziplinen zusätzlich das Schießen mit dem Ordonnanzgewehr, Unterhebelgewehr A, B, C (Lever-Action), KK Mehrladergewehr, Feuerstutzen traditionell, Zimmerstutzen traditionell und Großkaliber-Kombinationswettbewerb in das Wettkampfprogramm aufgenommen.
Der BSSB ist u. a. Mitglied bei folgenden Einrichtungen und Organisationen:
- Landessportbeirat Bayern (über den jeweiligen 1. Landesschützenmeister)
- Bayerische Fördergemeinschaft für Sport in Schule und Verein e. V.
- Runder Tisch Bürgerschaftliches Engagement am Bayerischen Staatsministerium für Familie, Arbeit und Soziales
- Deutscher Schützenbund e. V. und damit auch im Deutschen Olympischen Sportbund e. V.
- Wertebündnis Bayern[6]
- Bayerisches Bündnis für Toleranz[7]
- Bayerische Klima-Allianz[8]
- Bürgerallianz Bayern u. a. mit dem Bayerischen Trachtenverband e. V.[9][10]
- Die Bayerische Sportschützenjugend ist zudem Mitglied im Bayerischen Jugendring K.d.ö.R.[11][12]

Nichtkommerzielle Partner sind darüber hinaus unter anderem
- der Internationale Schießsportverband (ISSF)
- der Bayerische Landes-Sportverband e. V.
- der Behinderten- und Rehabilitations-Sportverband Bayern e. V. (mit eigener Kooperationsvereinbarung seit 2014)
- der Bayerische Gehörlosen Sportverband e. V.
- der Bayerische Armbrustschützenverband e. V.
- der Bund der Bayerischen Gebirgsschützen-Kompanien
- der Oberpfälzer Schützenbund e. V.
- der Tiroler Landesschützenbund
- der Verband unabhängiger Schießstandsachverständiger e. V.
- der Festring München e. V.
- das Bayerische Polizeisportkuratorium und
- die Bayerische Informationsstelle gegen Extremismus (BIGE)

Offizieller Partnerverband ist der Südtiroler Sportschützenverband.

## Geschichte
Der BSSB gilt als Nachfolgeorganisation des „Bayerischen Sportschützenverbandes“, der 1933 im Zuge der Gleichschaltung aufgelöst wurde. Einer der Gründungsverbände des „Bayerischen Sportschützenverbandes“ war der „Oberbairische Zimmerstutzenverband“.
Nach dem Zweiten Weltkrieg galt es von 1948 an das Vereinsleben wieder aufzubauen, den Gesellschaften und Vereinen wurde durch die Alliierten wieder erlaubt, mit Druckluftwaffen zu schießen. Schnell wurde der Wunsch nach einem Dachverband geäußert. Schützenmeister Heinrich Brotzler von der Münchner Hauptschützengesellschaft lud die Schützen Bayerns und die Vertreter der Gaue 1950 zu einem improvisierten Landesschießen mit einer Siegerehrung beim Oktoberfest ein. An der Gründungsversammlung aus diesem Anlass nahmen am 23. September 1950 60 Schützen teil. Die Teilnehmer beschlossen die Gründung eines bayerischen Schützenverbandes, der nach langer Debatte in der satzungsgebenden Versammlung am 18. Februar 1951 „Bayerischer Sportschützenbund“ genannt wurde
Seit 1954 steht der BSSB unter dem Protektorat des Oberhaupts des Hauses Wittelsbach:
- 1954–1955: Kronprinz Rupprecht von Bayern
- 1955–1996: Herzog Albrecht von Bayern
- seit 1996 Herzog Franz von Bayern

Die 1. Landesschützenmeister des BSSB
- 1950: Heinrich Brotzler
- 1964: Andreas Hartinger
- 1987: Josef Ambacher
- 2008: Wolfgang Kink
- 2019: Christian Kühn

Musikalisch wird der BSSB seit 1963 vom Spielmannszug Hörgertshausen und seit 1995 von der Marktkapelle Au begleitet.
Der Deutsche Schützenbund wurde 1861 in Gotha gegründet und nach dem Zweiten Weltkrieg 1951 in Frankfurt am Main wiedergegründet. Er ist der größte Dachverband für Sportschützen in Deutschland.

## Oktoberfest-Landesschießen
Eine in der Satzung festgeschriebene Traditionspflege ist das Oktoberfest-Landesschießen, das 2022 im Landesverzeichnis Bayern des Immateriellen Kulturerbes aufgenommen wurde und aktuell auf 80 elektronischen 10-Meter-Luftgewehr- und Luftpistolenständen im Schützen-Festzelt am Oktoberfest abgehalten wird. In diesem Rahmen werden auch der Landesschützenkönig mit Luftgewehr und Luftpistole sowie der Landes-Jugend-Schützenkönig ausgeschossen. Das erste Oktoberfest-Landesschießen überhaupt fand im Jahre 1896 statt. Wegen des Ersten Weltkrieges fiel das Oktoberfest und damit das Schießen 1914 bis 1918 insgesamt 5-mal aus. Ebenso wegen der Inflation 1923/1924 zweimal. Weitere Ausfälle waren wegen des Zweiten Weltkrieges 1939 bis 1945 hinzunehmen. Auch 1946 und 1947 gab es kein Oktoberfest und kein Schießen, 1948 und 1949 fanden nur sog. „Herbstfeste“ statt, natürlich auch noch ohne Schießen, denn die Alliierten hatten ja den Besitz und die Verwendung jeglicher Schusswaffen untersagt. Nach der Gründung eines bayerischen Verbandes 1950, des Bayerischen Sportschützenbundes (BSSB), und der Freigabe von Luftgewehren durch die alliierten Behörden wurde die Tradition der Landesschießen wiederbelebt. 1951 fand dann das erste Nachkriegsschießen statt. Das Landesschießen hat sich im Laufe der Zeit zum größten regelmäßig ausgetragenen Preisschießen der Welt entwickelt. Die Zahl der teilnehmenden Sportschützen und Gäste bewegt sich alljährlich um die 10.000 Personen – ein stabil hohes Niveau, das sich nach den pandemiebedingten Wiesnabsagen 2020 und 2021 zwischenzeitlich wieder etabliert hat. Die Proklamation der Landesschützenkönige findet jeweils am letzten Oktoberfest-Sonntag statt.

## Olympia-Schießanlage Garching-Hochbrück

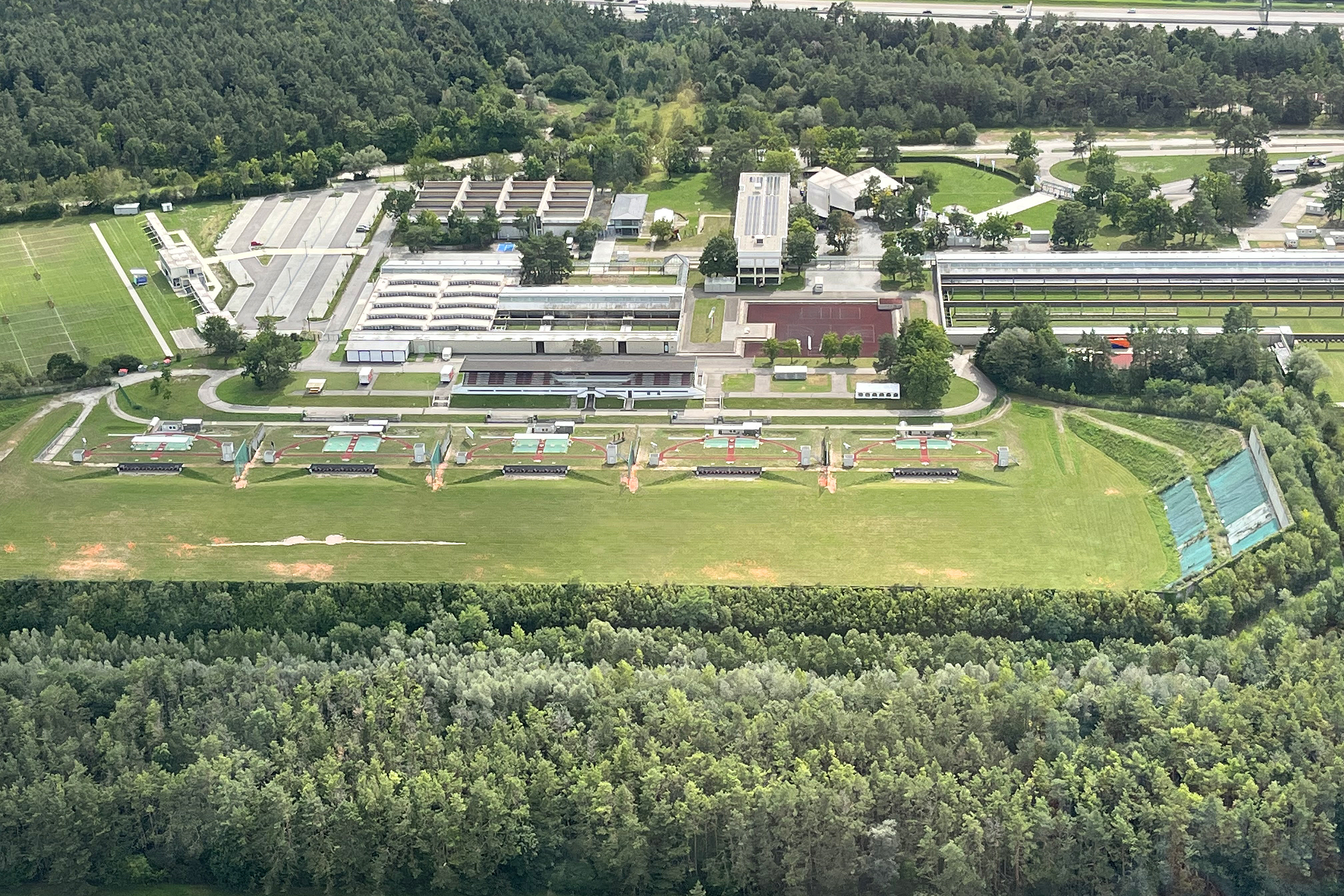
Olympia-Schießanlage Garching-Hochbrück (Überblick)

Die Olympia-Schießanlage in Garching-Hochbrück ist Originalschauplatz der Olympischen Sommerspiele 1972: Seit den olympischen Sommerspielen von 1972 in Betrieb, ist die Olympia-Schießanlage ein einmaliges Positivbeispiel an nachhaltiger Sportstättennutzung. Weltmeisterschaften und Weltcups, Europameisterschaften, Deutsche und Bayerische Meisterschaften sowie unzählige weitere Sportmaßnahmen wie Trainings und unterschiedliche Wettkämpfe bestätigen dies in anschaulicher Weise. Sie ist die größte zivile Schießsportanlage der Welt, dazu Landesleistungszentrum und bundesweit größter Bundesstützpunkt im Sportschießen: Im Durchschnitt trainieren hier insgesamt über 40 Bundeskader und rund 160 Landeskader in den olympischen Disziplinen. Die Anlage verfügt über eine Druckluftwaffenhalle mit 100 Ständen und eine Langwaffenhalle mit 102 Ständen, über eine Kurzwaffenhalle mit 40 Ständen sowie eine Finalhalle, in der auch Laufende Scheibe geschossen werden kann, mit bis zu 20 Ständen für Kleinkaliber und Druckluft und Platz für 1.000 Zuschauer. Die zur Weltmeisterschaft 2010 neu erbaute Wurfscheibenanlage verfügt über fünf kombinierte Trap- und Skeet-Stände. Zusätzlich entstand eine Bogensportanlage, die internationale Maßstäbe erfüllt. Mehrere Seminar- und Unterrichtsräume runden die umfangreiche Ausstattung der Anlage ab. Ein Sporthotel bietet Unterkunft für Kampfrichter, Seminarteilnehmer, Sportler und externe Gäste. Die Anlage ist Austragungsort bayerischer, deutscher und internationaler Wettkämpfe im Sportschießen.
Nach den Olympischen Spielen 1972 in München übernahm der BSSB die Olympia-Schießanlage in Garching-Hochbrück in Erbbaurecht als Trainings- und Leistungszentrum. 1984 wurde die Anlage erweitert, da die Druckluftwaffen olympisch wurden. Seit 2021 werden die Finalkämpfe in Garching live im Internet übertragen. Die Treffer werden elektronisch und computerunterstützt erkannt, wodurch die Zuschauer direkt am Geschehen teilnehmen können. Im Juni 2006 wurde die Olympia-Schießanlage nach einem Kaufangebot der Bundesanstalt für Immobilienaufgaben für 1.721.600 Euro gekauft, was durch eine einmalig erhobene Umlage der Mitglieder finanziert wurde. Zu Ehren des verstorbenen Olympiasiegers Konrad „Conny“ Wirnhier wurde der Siegerehrungsplatz auf dem Gelände offiziell „Conny-Wirnhier-Platz“ benannt.

## Aufgabe
Der BSSB hat den Zweck, als Landesverband die bayerischen Schützenvereinigungen unter Wahrung ihrer Selbständigkeit zusammenzuschließen und hierdurch die gemeinsamen Interessen der bayerischen Sportschützen zu fördern, zu vertreten und zu wahren.
Seinen Zweck verwirklicht der BSSB insbesondere durch folgende Aufgaben:
- Pflege und Förderung des Schießsports
- Jugend- und Nachwuchsförderung im Schießsport,
- Durchführung von Schießsportveranstaltungen und Wettkämpfen
- Aus- und Fortbildung
- Erstellen einheitlicher Richtlinien
- Verwaltung, Erhaltung und Ausbau der Olympia-Schießanlage Garching-Hochbrück
- Herausgabe der Verbandszeitung ("Bayerische Schützenzeitung")
- Bildung und Erhaltung funktionsfähiger Bezirke und Gaue

Die verbandliche Interessensvertretung des BSSB erfolgt im engen Fachaustausch mit den zuständigen Ministerien auf Landesebene wie in Rückkopplung mit der Landespolitik in Bayern. Bei Bundesthemen wie zum Beispiel dem Waffenrecht wendet sich der BSSB in Abstimmung mit dem Deutschen Schützenbund ebenso an die Vertreter der Bundespolitik und an die zuständigen Bundesministerien, bei Themen der EU an die entsprechenden politischen Vertreter und Behörden auf EU-Ebene. Das Tätigkeitsfeld erstreckt sich dabei von fachspezifischen Stellungnahmen über sportpolitische Hintergrundgespräche bis hin zu verbandlichen Veranstaltungen unter Einbeziehung von Repräsentanten des öffentlichen Lebens (z. B. die jährlich stattfindenden Bayerischen Schützentage, Neujahrsempfänge und Siegerehrungen zum Oktoberfest-Landesschießen).
Die Förderung des Schießsports verfolgt der BSSB durch strukturelle wie personelle Maßnahmen:
- Sieben hauptamtliche und ein ehrenamtlicher Landestrainer sowie eine Vielzahl an Honorartrainern betreuen unter der Gesamtleitung eines Sportdirektors die Landeskader (Bogen-, Gewehr-, Pistolen- und Flintenkader) und betreiben mit gesonderten Nachwuchsevents Nachwuchsarbeit.[26]
- Vier Talentförderzentren (im niederbayerischen Reut, im schwäbischen Balzhausen, im unterfränkischen Kleinlangheim und in Regensburg) sowie eine Vielzahl an Nachwuchs-Stützpunkten[27] sorgen in Bayern für eine flächendeckende Förderung des schießsportlichen Nachwuchses.
- Am Landesleistungszentrum Olympia-Schießanlage in Garching – zugleich der mit Abstand größte Bundesstützpunkt des Deutschen Schützenbunds – werden kontinuierlich Sanierungs- und Modernisierungs-, teils auch bauliche Erweiterungsmaßnahmen vorgenommen. So wurde etwa 2019 der Bau einer groß angelegten Bogensportanlage fertiggestellt.[28]

· Seit 2012 besteht zwischen der Bayerischen Polizei und dem BSSB eine Kooperationsvereinbarung zur Förderung des Spitzensports bei der Bayerischen Polizei
Der BSSB betreibt eine aktive Jugendarbeit:
- So veranstaltet die rund 100.000 Mitglieder umfassende Bayerische Sportschützenjugend u. a. internationale Jugendbegegnungen, einen Nachwuchsgewinnungspreis oder Tage der offenen Tür auf der Olympia-Schießanlage in Garching-Hochbrück.[31]
- Die Bayerische Sportschützenjugend ist Mitglied im Bayerischen Jugendring[32] und der BSSB in der Bayerischen Fördergemeinschaft für Sport in Schule und Verein. Im Deutschen Schützenbund wirkt der BSSB an einem Konzept zur Schnittstelle von Ganztagsschule und Schulsport mit.
- Darüber hinaus bietet der BSSB vielfältige, speziell auf die Jugend ausgerichtete Bildungsangebote an, so z. B. eine Jugendleiterlizenz-Ausbildung und Jugendleiter-Weiterbildungen[33].
- Betrieben werden auch vielfältige, speziell auf die Jugend ausgerichtete Sportangebote wie etwa das Blasrohr- oder Lichtschießen und spezielle Jugendwettbewerbe wie z. B. die Guschu Open[34].

Das Aus- und Weiterbildungsprogramm des BSSB umfasst einen fachlichen und überfachlichen sowie einen Jugend-Bereich. Es wird regelmäßig von über 2.000 Teilnehmern im Jahr wahrgenommen bei rund 100 Veranstaltungen, durchgeführt in Form von Online- oder Präsenzkursen, in der Bildungszentrale auf der Olympia-Schießanlage in Garching-Hochbrück wie dezentral an neun Bildungsstützpunkten bayernweit.